# Den itusågade kaninen
Den itusågade kaninen (DiK) är ett svenskt underhållningsprogram med fokus på magi. Programmet sändes under fem säsonger på SVT 1 samt SVT B och vände sig i första hand till barn i målgruppen 7–11 år, även om det också lockade en stor vuxenpublik.
Sammanfattningsvis byggde programserien på ett antal trolleritricks där man följde  trollkarlen Daniel Karlsson. Han genomförde  små och stora tricks runt om i Sverige, huvudsakligen med närvarande barn. Daniels kompis "Kaninen" förekommer i samtliga säsonger.
Upphovsman och producent för samtliga säsonger är Kaj Hagstedt. Säsong 1–3 producerades av SVT Malmö. Säsong 4–5 producerades av Mint AB, för SVT Malmö.

## Säsong 1
Den första säsongen bestod av 12 avsnitt om  vardera 15 minuter. Varje avsnitt hade ett tema där Daniel och Kaninen var ute på ett äventyr någonstans. Exempel på avsnitt är djurparken, nöjesparken, halloweenfest, fotbollsturnering, födelsedagskalas, på 4H-gården och i simhallen. Samtliga avsnitt från säsong finns utgivna på en samlingsdvd som också inkluderar trolleriskolor.

## Säsong 2
12 avsnitt om vardera 15 minuter. Dessa avsnitt bestod av en tredelad ramstruktur av intro, mellanparti och outro, som utspelade sig hemma hos Daniel och Kaninen. Deras hus, på toppen av morotsodlingen, ett stökigt trähus full med experiment och uppfinningar. Denna säsong utspelade sig runt om i Sverige och Daniel trollade även för kändisar såsom Måns Zelmerlöw och Amy Diamond. Daniel gjorde också tappra försök att trolla på ovanliga platser såsom i en luftballong, på toppen av Mount Everest, i en rysk ubåt och på toppen av en aktiv vulkan.

## Säsong 3
10 avsnitt om vardera 15 minuter. Tredje säsongen påminde till stor del om säsong 2. Trolleri runt om i Sverige och en del större trick i studio.

## Säsong 4
Den fjärde säsongen bestod av 10 stycken avsnitt om 28 minuter. Ramhandlingen (tredelad) blev exteriör och visar Daniels och Kaninens hem, med morotsodlingar, morotslager, morotslaboratorium och ett stort antal mer eller mindre lyckade uppfinningar. I det första avsnittet råkar Daniel sätta spaden i en tjock bok som är nedgrävd. I boken kan han och Kaninen läsa historierna om "Orionstaven"; en magisk trolleristav som ligger bakom ett flertal uppfinningar och upptäckter genom åren. I varje avsnitt av DiK, får vi ta del av historien hur det gick till när exempelvis världen, färgen, godiset, hjulen (och julen!), tv:n, elden och sporten skapades... Väldigt sanningsenligt förstås.

## Säsong 5
Den femte säsongen bestod av 16 stycken avsnitt om 15 minuter och hade premiär på Barnkanalen den 15 januari 2014. Även denna säsong befann vi oss hemma hos Daniel och Kaninen på deras morotsodling. Till denna säsong har det producerats webbexklusiva partytricksskolor.